# Anoncus confusus
Anoncus confusus là một loài tò vò trong họ Ichneumonidae.